# ポッターズ・フィールド

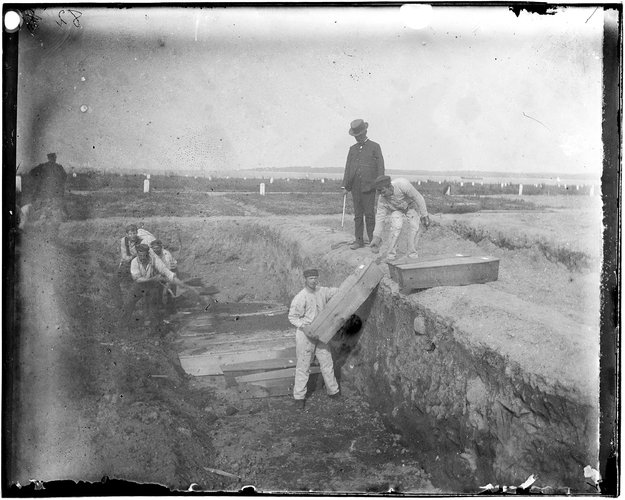
ニューヨーク州ハート島のポッターズ・フィールドに、埋葬のために掘られた溝（ジェイコブ・リース撮影、1890年頃）

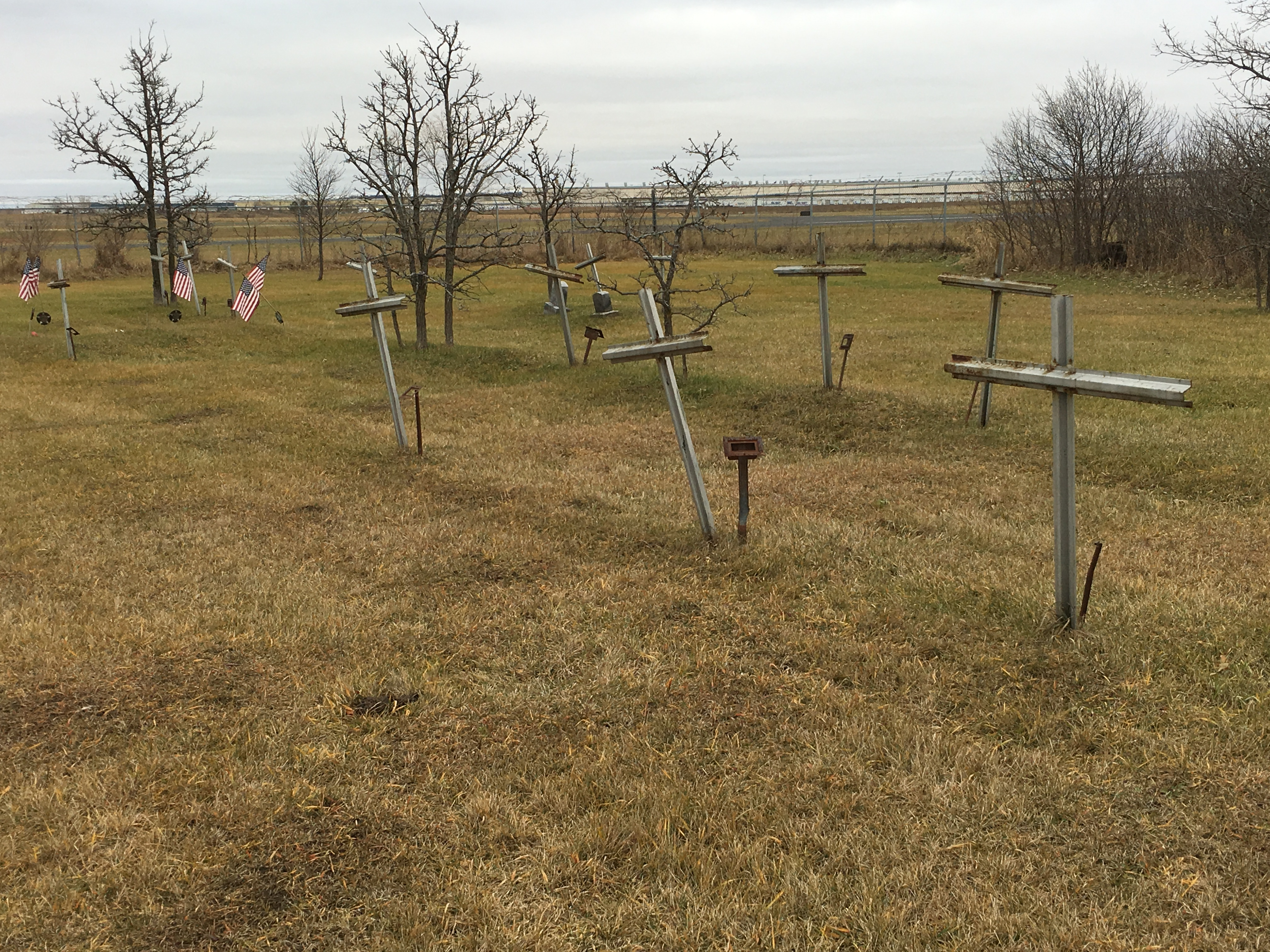
ウィスコンシン州ダン郡のポッターズ・フィールド

ポッターズ・フィールド（英語: potter's field）とは、身元不明者、身寄りのない人、貧困者のための集団墓地である。貧困者の墓(paupers' grave)、共同墓地(common grave)ともいう。日本語においては「無縁墓地」と訳される場合もあるが、ポッターズ・フィールドに埋葬されるのは、必ずしも（日本語で言う）無縁仏であるとは限らない。

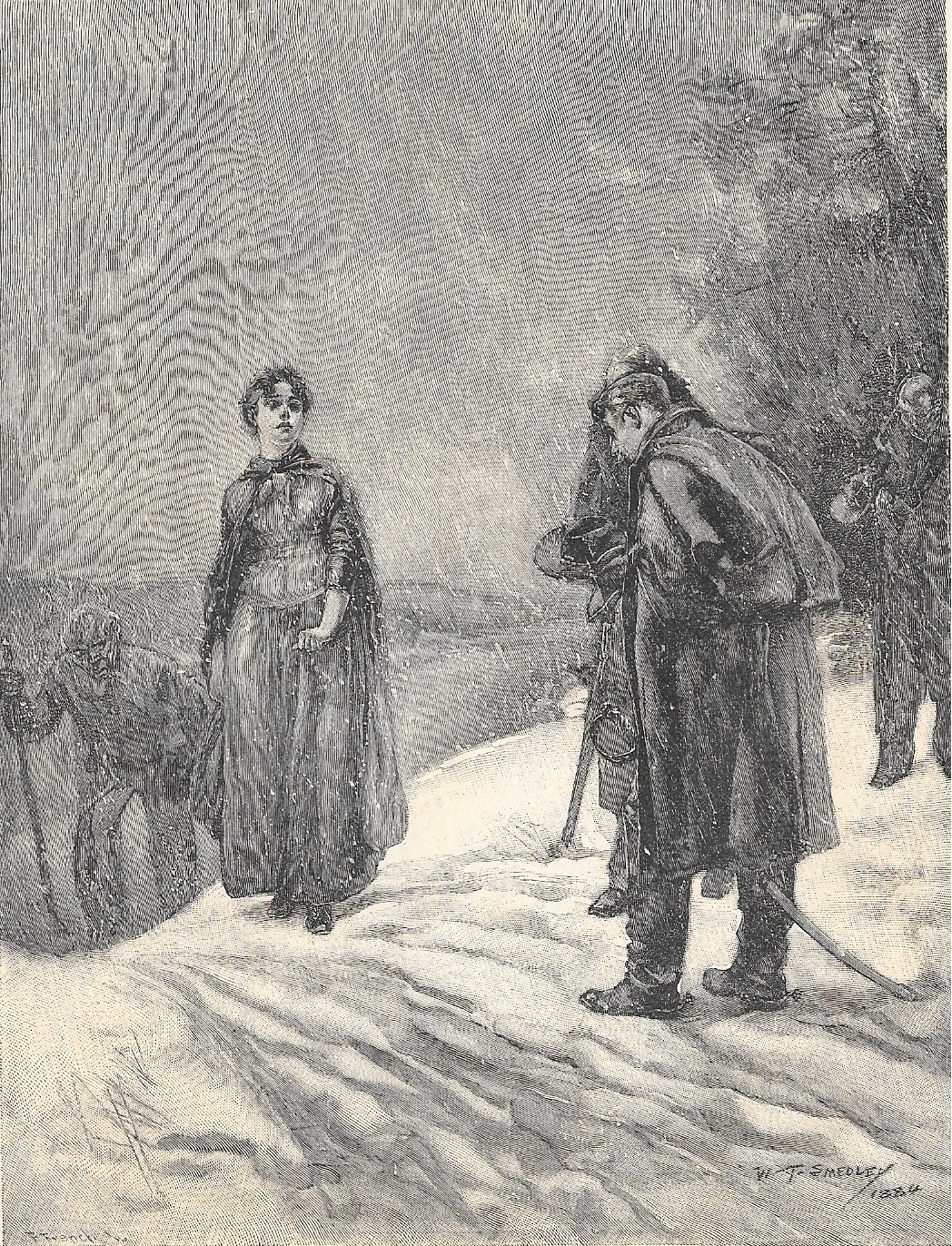
ウィリアム・トーマス・スメドレーの絵画 "I come to claim my dead"（1884年頃）

## 語源
ポッターズ・フィールドとは「陶工の畑（野原）」という意味である。これは新約聖書に由来するものである。マタイによる福音書27:3-8に、イスカリオテのユダが自殺した後、イエスに対する裏切りの対価としてユダが受け取った銀貨30枚によってエルサレムの祭司たちが「陶工の畑」を購入し、異邦人のための埋葬地としたとある。
この節で言及されている場所は、伝統的にアケルダマ（アラム語で「血の畑」の意）と呼ばれている。アケルダマはヒンノムの谷の中にあり、かつては陶器を作るための良質で赤みの強い粘土が採取されていた。粘土が採取され尽くした後、その土地は農業にも使えずに放置されていたため、埋葬地として使用されたものと見られ、これが語源とされる。陶工たちが粘土を掘った穴や溝を、埋葬のために使うことができた。
マタイによる福音書の続く9-10節には、エレミヤ書に同様の記載がある旨が書かれている。ただし、実際にはこれはゼカリヤ書(11:12-13)からの引用に基づいている。エレミヤ書32:6-15にも畑を購入する記述があり、これと混同された可能性がある。
聖書学者のクレイグ・ブロムバーグは、マタイによる福音書27:7の「異邦人のための埋葬地」を買うために、加害者からの賠償金を使ったという記述は、「イエスの死によって、異邦人（ここではユダヤ人から見た異邦人のこと）を含む世界の全ての人々に対する救いが可能になる」ことの暗示ではないかと示唆している。他の学者は、この節は異邦人を指しているのではなく、エルサレムに住んでいないユダヤ人を指すものだとしている。

## 例
- シカゴにあるリンカーン・パークは、1840年代に開設されたシカゴ市営墓地がその起源である。墓地の最南端の区画は、1843年から1871年までポッターズ・フィールドとして使われていた。約4,000人の南軍兵士を含む15,000人以上がこの水辺近くの湿地に埋葬されていた。1877年からは、この敷地は野球場として使われている[6]。
- ニューヨーク市のマディソン・スクエア公園、ワシントン・スクエア公園、ブライアント・パークは、元々はポッターズ・フィールドだった。現在のニューヨーク市営のポッターズ・フィールドはブロンクス区のハート島にあり、少なくとも80万体が埋葬されているアメリカ最大級の墓地の一つである[7]。